# Paraspidodera
Paraspidodera ist eine Gattung der Spulwürmer mit acht Arten, die bei Nagetieren in Südamerika auftreten.

## Merkmale
Die Kopfkappe ist nicht in Form von Platten aufgebaut. Das Hinterende der Männchen hat eine komplex Struktur und eine große Anzahl von Kaudalpapillen. Der Genitalsaugnapf ist gut entwickelt.

## Systematik
Hodda (2022) ordnet die Gattung in die Lauroiinae und hier in die Tribus Lauroiini mit der einzigen Untertribus Lauroiinii ein. Umfangreiche Untersuchungen zeigen jedoch, dass die Gattung eher in die Unterfamilie Aspidoderinae gehört, in der sie auch das Interim Register of Marine and Nonmarine Species (IRMNG) aufführt. Das IRMNG listet folgende Arten:
- Paraspidodera americana Khalil & Vogelsang, 1931
- Paraspidodera buckleyi Gupta & Trivedi, 1982
- Paraspidodera cameroni Gupta & Trivedi, 1982
- Paraspidodera indiana Bharatha-Lakshmi, Hanumantha-Rao & Shyamasundari, 1986
- Paraspidodera indica Gupta & Jaiswal, 1987
- Paraspidodera thapari Gupta & Johri, 1984
- Paraspidodera uncinata Rudolphi, 1819
- Paraspidodera uruguayana Khalil & Vogelsang, 1931